# Jimmy Cooper
Jimmy Cooper es un personaje de la serie The O.C., interpretado por Tate Donovan.
Jimmy Cooper era un corredor que invertía el dinero de muchos de sus vecinos ricos de Newport Beach. Pero hay un momento en que la bolsa cae, algo que le hace perder mucho dinero. Coge prestado dinero de sus clientes, lo que le hará cometer un delito, para después tener que declararse en bancarrota. Por suerte, lo defiende su vecino y después amigo Sandy Cohen (abogado), quien es abogado, gracias a lo cual logra escapar de la cárcel. A cambio tiene que devolver todo el dinero, a lo que se añade que su mujer se divorcia de él.
Jimmy se muda a un apartamento cerca de la playa. Junto a Sandy Cohen, decide crear un restaurante. Sin embargo, no obtienen licencia para vender alcohol, algo que desencadena la venta del restaurante por mediación de Caleb Nichol, el padre de Kirsten Cohen. Con todo el dinero que gana, se compra un yate y vive allí.
En la segunda temporada, se afianza la relación con la hermana de Kirsten, Hailey. Los dos viven en el barco y se pasan el día borrachos. Un día, Hailey se marcha a Tokio para trabajar, y él se queda solo. Entonces empieza otra vez una relación con su exmujer, Julie Cooper. Un día son pillados por su hija, Marissa Cooper, y deciden dejarlo para irse a navegar para una empresa a Malí.
Muere Caleb, marido de su exmujer, y debido a sus muchos problemas económicos, Jimmy decide volver. Busca a Julie y esperan la lectura del testamento, pero se dan cuenta de que Caleb estaba en bancarrota y no le dejó nada a nadie. Jimmy trata de huir, pero un acreedor lo intercepta y termina golpeado.
A punto de casarse otra vez con Julie, la deja plantada en la boda.
- Datos: Q2252716